# ولاية دايكندي

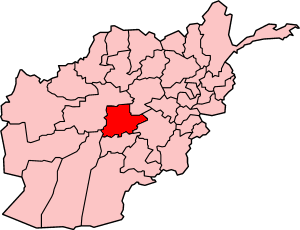
ولاية دايكندي

ولاية دايکندي (بالباشتو والفارسية: دايکندي) من الولايات الـ 34 بأفغانستان والتي تقع وسط البلاد. عاصمتها مدينة نيلي ومعظم سکانها من الهزارة بينما يشکّل البشتون أقلية ضئيلة تترواح بين 4 إلی 5 % من إجمالي سکان الإقليم. يتحدث أهل دايکندي اللغة الفارسية ولکن باللهجة الهزارية.
أُعلن عن إنشاء إقليم دايکندي فی 28 مارس 2004 بعد أن کان مقاطعة تابعة لمحافظة أروزکان.
تبعد محافظة دايکندي 310 کيلومتر عن غرب كابول و160 کيلو متر من شمال ترين كوت. يشکّل الهزارة سکان 7 بلدات الإقليم إلا واحدة وهي مديرية کيزاب والتي انشقت عن الإقليم وانضمت مجدداً إلی محافظة أروزکان ذات الأغلبية البشتونية في 2006. تشتهر ولاية دايکندي باللوز والذي يتم تصديره إلی کافة أفغانستان.

## خلفيّة

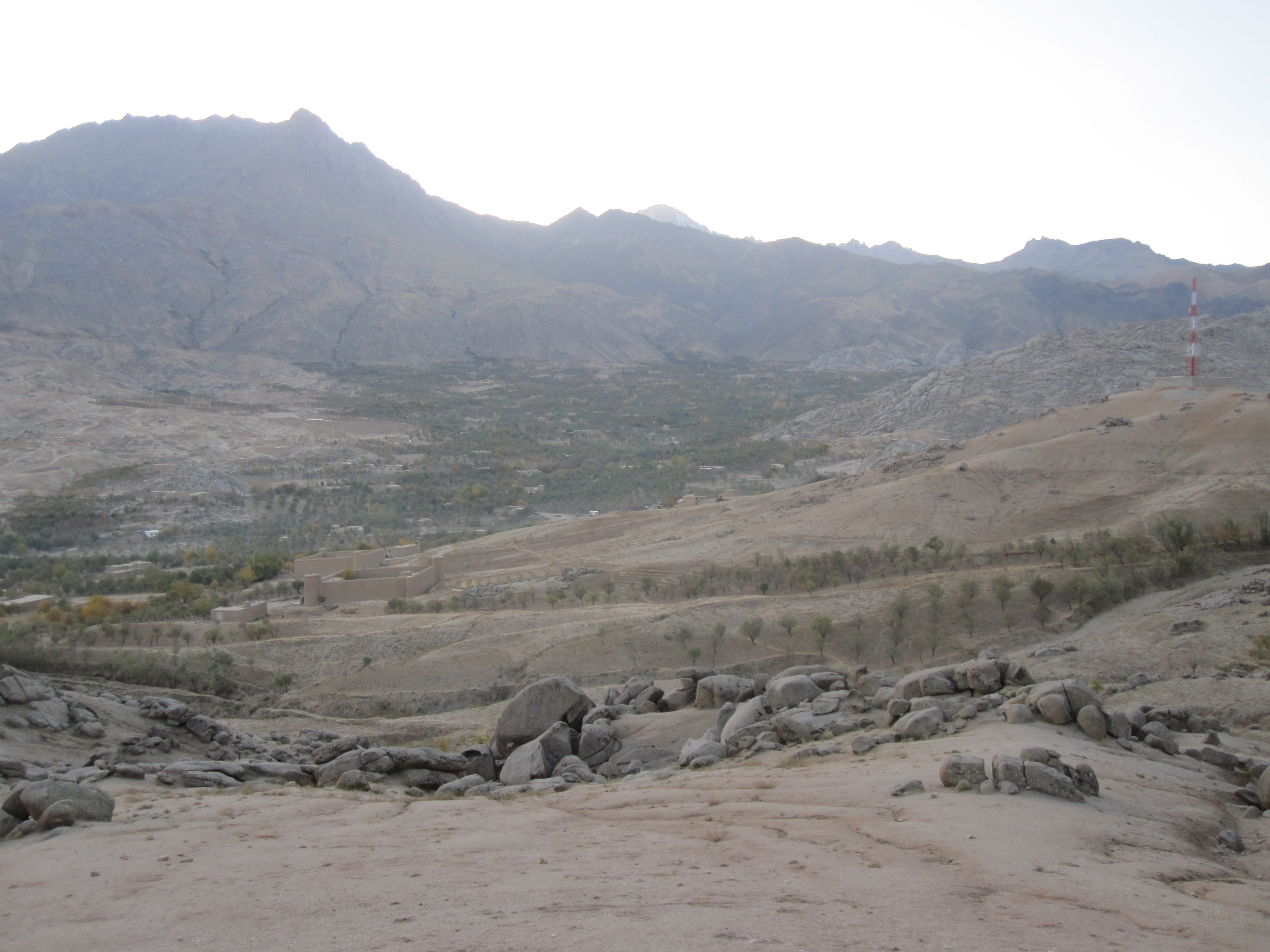
منظر لمدينة نيلي. نيلي هي المركز الإقليمي لمقاطعة دايكوندي في أفغانستان.

تُعتبر المحافظة واحدة من أربعة وثلاثين من محافظات أفغانستان، وتقع في الجزء الأوسط من البلاد. يبلغ عدد سكانها حوالي 516504 نسمة، وهي مقاطعة هزارة. تم اقتطاع مقاطعة دايكوندي من الجزء الشمالي من مقاطعة أوروزجان في عام 2004، لتصبح مقاطعة منفصلة. أن تقع في العرقية تقليديا الهزارة المنطقة المعروفة باسم حضارة جات وعاصمة المقاطعة هو نيلي. وهي محاطة بمقاطعة باميان في الشمال الشرقي، ومقاطعة غازني في الجنوب الشرقي، ومقاطعة أوروزجان في الجنوب، ومقاطعة هلمند في الجنوب الغربي، ومقاطعة غور في الشمال الغربي.

## التاريخ
تأسست ولاية دايكندي في 28 مارس 2004، عندما تم إنشاؤها من المناطق الشمالية المعزولة التي يسيطر عليها الهزارة في مقاطعة ولاية أروزكان المجاورة.

## التنمية والأمن
يحافظ الإقليم على أمنه من خلال الشرطة والجيش الأفغاني. في حين أن الحكومة الأفغانية، والمنظمات غير الحكومية، والأمم المتحدة، وقوات حلف شمال الأطلسي (إيساف) لم تشارك كثيرًا في إعادة الإعمار في الإقليم، كانت هناك بعض المبادرات. بعد هطول الأمطار الغزيرة والفيضانات في فبراير 2007، فتحت بعثة الأمم المتحدة لمساعدة أفغانستان مكتبًا فرعيًا في المقاطعة، ووصفتمنظمة أوكسفام، وهي إحدى المنظمات غير الحكومية القليلة العاملة في الإقليم، مساهمة بعثة الأمم المتحدة لتقديم المساعدة إلى أفغانستان في تنسيق الإغاثة من الفيضانات بأنها محرجة. في نوفمبر 2007، اضطرت قافلة تابعةلبرنامج الغذاء العالمي تحمل مساعدات غذائية مختلطة إلى التخلي عن مهمتها بسبب المخاوف الأمنية وأكدت وزارة الداخلية الأفغانية أن متمردي طالبان قد تسللوا إلى منطقة كجران الجنوبية في محاولة لزعزعة استقرار الإقليم. في 11 نوفمبر 2007 شنت القوات الأفغانية عملية عسكرية لطرد المتمردين.
بدأت الولايات المتحدة في بناء مؤسسات حكومية جديدة في الإقليم. استمرت مشكلة التمرد ونقص الغذاء حتى عام 2012. حذر العديد من المسؤولين الحكوميين في أكتوبر / تشرين الأول 2012 من أنه «إذا لم تتعامل الحكومة أو المنظمات غير الحكومية (منظمة غير حكومية) مع الوضع بالمساعدات المناسبة، فإن دايكوندي ستشهد العديد من الوفيات هذا الشتاء». في غضون ذلك، انضم زعيم المتمردين مع 150 من مقاتليه إلى حملة السلام التي أطلقتها الحكومة في نيلي، عاصمة مقاطعة دايكوندي.

## الحضارة
يوجد في دايكوندي الكثير من الكتاب والباحثين والفنانين المشهورين والرياضيين والمؤلفين وكتّاب القصص، على سبيل المثال:
- سروار دانش، محامي، سياسي، وهو النائب الثاني لرئيس أفغانستان.
- حسين صديقي، رياضي فاز في بعض المسابقات في العالم.
- شكردخت جعفري، مبتكر في العلوم الطبية.
- صحراء كريمي، مخرجة أفلام.
- علي بايام، كاتب قصة وباحث وصحفي ومحامي، كتب ونشر 27 كتابًا تحتوي على روايات وقانون وسياسة وحكم وفولكلور.
- حمزة وعيزي، كاتب.
- كاوا عيريك، كاتب دراما.
- زهرة محمودي، الكابتن السابق للمنتخب الأفغاني لكرة القدم للسيدات.
- حسين حيدربيجي
- علي النجفي
- سكينة محمدي
- عامر صفاعي، رجل أعمال ومستثمر

## المحطَّات الإذاعيّة
توجد أربع محطات إذاعية في ديكوندي: ساديي نيلي ونسيم وأفتاب وميلِّي راديو.

## التركيبة السكانية
اعتبارا من عام 2020، يقدر إجمالي عدد سكان مقاطعة دايكوندي بحوالي 516504، وهم في الغالب مجتمع قبلي ريفي. عرقية الهزارة يشكلون غالبية مجموع سكان المقاطعة. جميع السكان يتبعون الإسلام، مع الشيعة الأغلبية و السنة كأقلية. اللغات المتحدثة في المحافظة تشمل داري أو هازاراجي.

### المناطق
محافظة دايكوندي لديها 10 مناطق: نيلي، سانجي تخت، خضر، جيزاب، إشترلي، ميرامور، شهريستان، كجران، كيتي، وباتو.

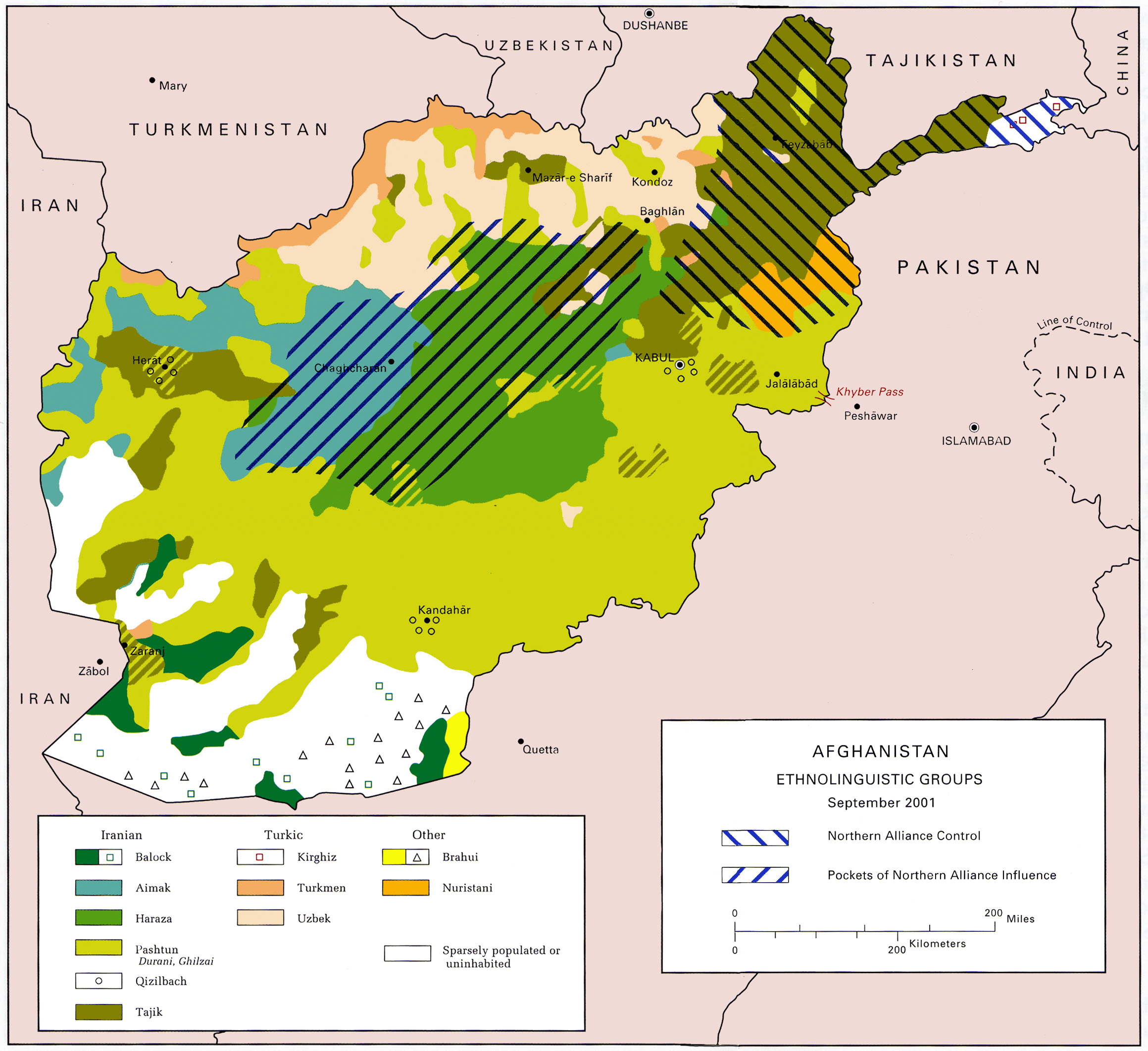
الجماعات العرقية اللغوية في أفغانستان

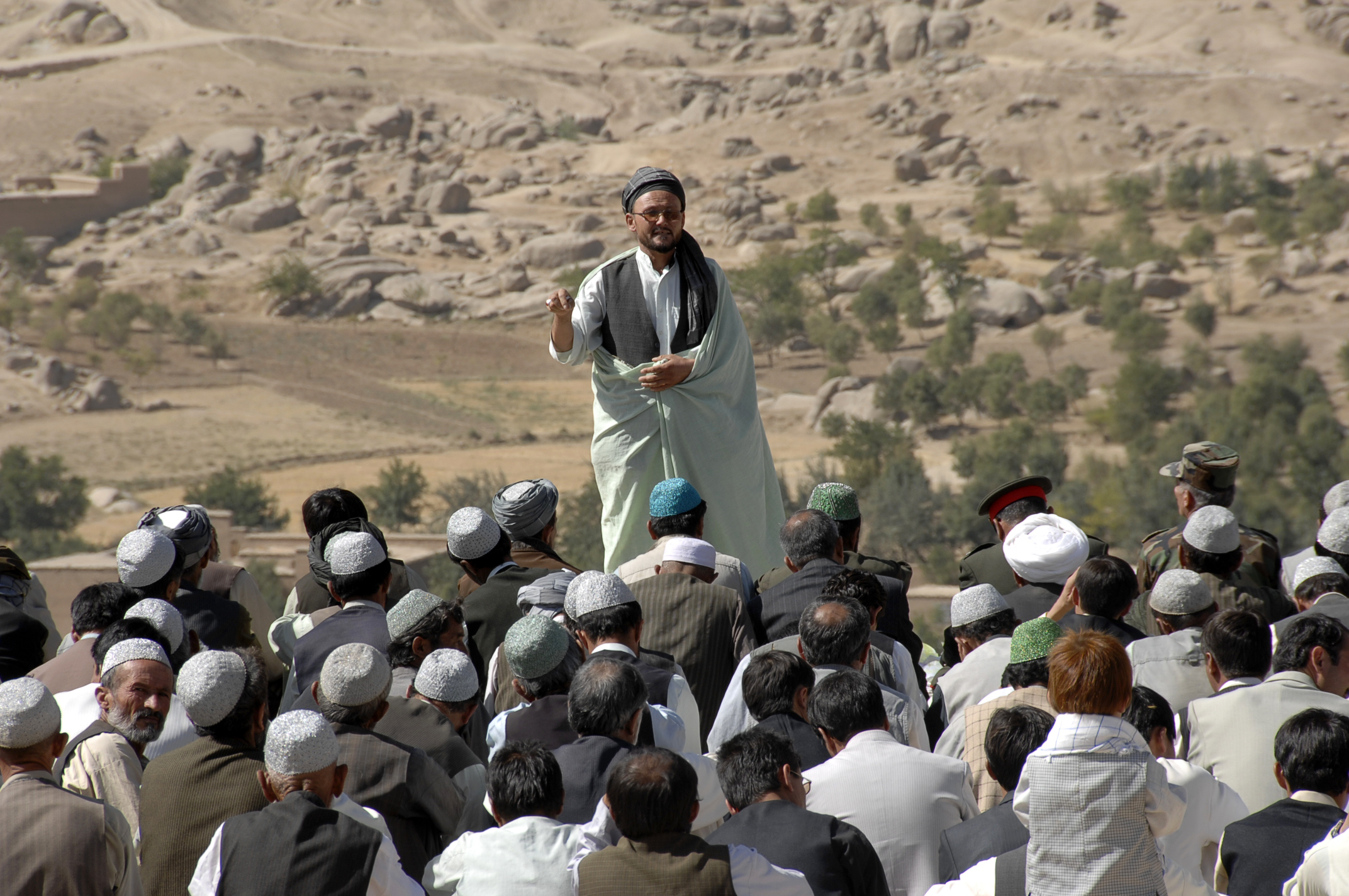
رجال مقاطعة دايكوندي عام 2009

| المقاطعة   | العاصمة | عدد السكان | المساحة    | عدد القرى والمجموعات العرقية |
| ---------- | ------- | ---------- | ---------- | ---------------------------- |
| جيزاب      | جيزاب   | 78450      | 4240 كم 2  | 126 قرية. البشتون، الهزارة   |
| عشتارلاي   |         | 62244      | 1،360 كم 2 | 343 قرية. الهزارة            |
| كجران      |         | 37710      | 1،886 كم 2 | الهزارة                      |
| خضر        |         | 54368      | 1،583 كم 2 | 294 قرية. الهزارة            |
| كيتي       |         | 57421      | 887 كم 2   | 196 قرية. الهزارة            |
| ميرامور    |         | 87526      | 2،363 كم 2 | 326 قرية. الهزارة            |
| نيلِّي       | نيلي    | 43.580     | 445 كم 2   | 165 قرية. الهزارة            |
| سانجي تاخت |         | 60.074     | 1،945 كم 2 | الهزارة                      |
| شهرستان    |         | 82152      | 1963 كم 2  | 290 قرية. الهزارة            |
| باتو       |         | 40454      |            |                              |

## الاقتصاد
الزراعة هي الصناعة الرئيسية في المقاطعة. تشتهر بجودة اللوز التي يتم توزيعها في جميع أنحاء أفغانستان.

## المديريات
کجران، خدير، کيتی، ميرامور، نيلی، أشترلی، سنک تخت وشهرستان دايكندي هي قلب أفغانستان وأفغانستان هي قلب آسيا.